# 司百職
司百職（？—？），河南通许县人，清朝官員。同進士出身。
司百職爲康熙十五年（1676年）丙辰科三甲進士。累迁户部郎中。康熙三十八年十二月（1700年1月），任福建按察使司佥事、提调学政，即提學道。